# Antonieta Costa
Maria Antonieta Mendes do Couto Costa (Angra do Heroísmo, 19 de Novembro de 1936), avó de Joaquim Costa, é uma autora e doutora portuguesa. Pesquisadora e autora de diversas obras, foi a assessora principal do Quadro da Direcção Regional da Cultura, do Governo Regional dos Açores, sendo actualmente Investigadora do CITCEM.
É licenciada em Sociologia pela Universidade de Maryland (1983), mestre em Administração Pública/Sociologia de Organizações pela Universidade de Troy State, Alabama (1986), doutora em Psicologia Social das Organizações pelo Instituto Superior de Ciências do Trabalho e da Empresa (1998), e tem um Pós-doutoramento em Antropologia do Espaço.
Profissionalmente, exerceu como funcionária superior da administração pública, desenvolvendo em paralelo actividade científica nas áreas da sociologia, antropologia, arte popular e artesanato, fotografia, televisão, jornalismo, entre outras áreas, privilegiando temas como as mitologias, expressões de poder no culto do Espírito Santo, tradições açorianas e manifestações culturais populares, origens e raízes, relações com as mitologias mediterrânicas, relações dos ciclos festivos com o calendário cósmico, entre outros temas.
É ainda autora dos livros O Poder e as Irmandades do Espírito Santo (1999), O Culto do Espírito Santo, no Ciclo das Mitologias Agrárias (2008) e de Ilhas Míticas (2008), documentário realizado por Teresa Tomé, da série televisiva com o mesmo nome, editado em DVD.

## Actividade desportiva
Começou a jogar blowling depois dos 60 anos, contudo, a própria diz que se encantou com este desporto e diz que só vai parar quando não tiver mais forças para praticá-lo. É a jogadora com mais idade em toda a história  do evento mundial Bowling World Cup. A primeira participação de Antonieta Costa na Copa Mundial foi na 41.ª edição, em Liubliana, capital da Eslovénia, em 2005. Depois, voltou a representar os Açores em São Petersburgo, 2007, Hermosillo, 2008 e Breslávia, 2014.
Ela também foi campeã de golfe e basquetebol, porém teve que abandonar as modalidades por motivos de índole física.

## Obras
- O Poder e as Irmandades do Espírito Santo, Editora Rei dos Livros, 1999[3]
- O Culto do Espírito Santo no Ciclo das Mitologias Agrárias, Editora Esquilo, 2008[4]
- Atlantic Peaks with Rock Basins: Azores megalithic rocks and enigmatic inscriptions rearrange the old Atlantic geography, LAP LAMBERT Academic Publishing 2016, ISBN-10 3659890359 ISBN-13 978-3659890352

### Documentários
- Ilhas Míticas[5]

## Filantropia
Doou à Biblioteca Pública e Arquivo Regional de Angra do Heroísmo uma colecção de diapositivos e de fotografias (2953 fotogramas) sobre temas de natureza antropológica e é Sócia Efectiva do Instituto Histórico da Ilha Terceira.